# Franz Ringel
Franz Ringel (* 1. April 1940 in Graz; † 28. Oktober 2011 ebenda) war ein österreichischer Maler, der in Wien lebte und arbeitete.

## Leben
Franz Ringel wurde als Sohn eines Rossknechts und einer Wäscherin in Graz geboren. Er kam im Alter von neun Jahren zu Pflegeeltern. Sein Ziehvater war ein steirischer Landesrat und Oberschulinspektor. Dessen Frau Margarete war eine Französin, die Ringels künstlerisches Talent förderte und sein Interesse für Literatur weckte. Franz Ringel besuchte mit dem späteren Choreographen Johann Kresnik die Hauptschule. 
Ringel absolvierte von 1955 bis 1959 die Kunstgewerbeschule Graz mit dem Ausbildungsschwerpunkt Keramik. Im Anschluss studierte er ein Jahr lang bei Hans Knesl an der Akademie für Angewandte Kunst in Wien und von 1960 bis 1965 bei Albert Paris Gütersloh an der Akademie der bildenden Künste Wien.
Franz Ringel war 1968 Gründungsmitglied der Gruppe Wirklichkeiten, mit der er in der Wiener Secession mit einer gleichnamigen Ausstellung Aufsehen erregte. Er malte bevorzugt menschliche Figuren, die Motive aus den Tiefen des menschlichen Unbewussten oder der klassischen griechischen Literatur darstellen können. Abstoßend wirken auf viele die zahllosen Gliedmaßen seiner Kasperlfiguren. Kräftige, dick aufgetragene Farben machen einen Teil der Wirkung seiner Bilder aus.

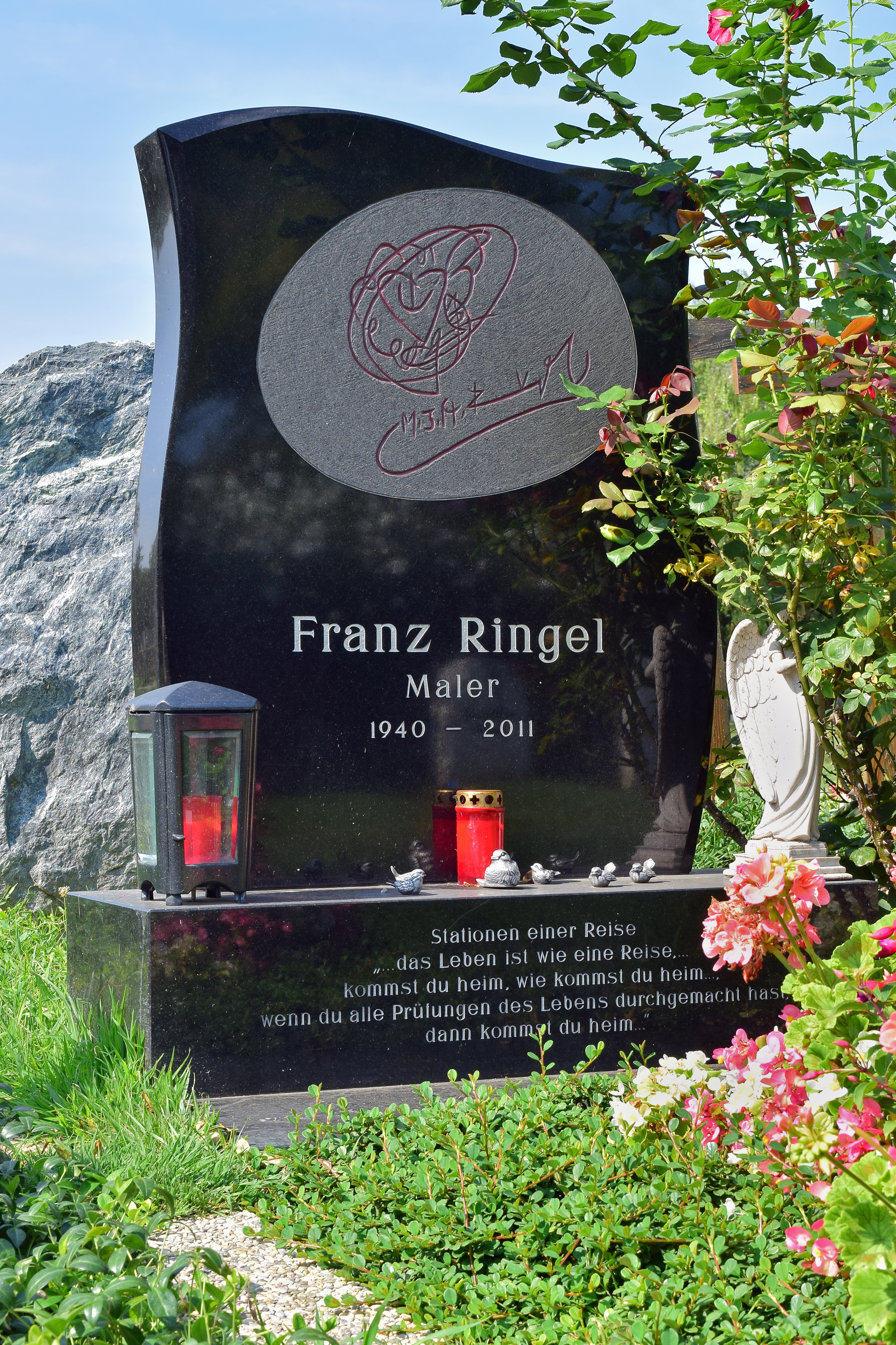
Ehrenhalber gewidmetes Grab auf dem Wiener Zentralfriedhof

1980 änderte er seine Signatur von Franz Ringel auf M. J. M. Ringel, wobei die drei Buchstaben für die wichtigsten drei Frauen in Ringels Leben stehen. Diese waren seine Ziehmutter Margarete, seine leibliche Mutter Juliane und seine Ehefrau Maria. Wenige Jahre nach dem Tod Marias 1983 entstand das Buch achtundsiebzig Bilder für Maria, welches als eines der schönsten Bücher Österreichs ausgezeichnet wurde.
Zahlreiche Ausstellungen, vornehmlich in Österreich oder mit österreichischen Organisatoren, machten sein Werk bekannt.
Nach seinem Tod wurde Ringel in einem ehrenhalber gewidmeten Grab auf dem Wiener Zentralfriedhof (Gruppe 40, Nummer 182) bestattet.

## Auszeichnungen
- 1987 Preis der Stadt Wien für Bildende Kunst
- 1989 Österreichischer Kunstpreis für Bildende Kunst
- 1993 Würdigungspreis des Landes Steiermark für bildende Kunst[3]

## Publikationen
- Joe Berger: Imma mi selba. Gespräch über dieses und jenes [mit Franz Ringel]. In: protokolle 9 (1974). H. 1, S. 4–11.
- Franz Ringel: Odyssee. Verlag Seitenberg, Wien 1985
- M. J. M. Ringel. Kunstamt Wedding, Berlin 1995
- 2. Franz Ringel, Les deux Magots, Gierig, Frankfurt 1995
- Franz Ringel, achtundsiebzig Bilder für Maria, Faksimile-Band, mit Texten von Helmut A. Gansterer und Peter Gorsen, Hrsg. von Helmut A. Gansterer, Holzhausen Wien, 1997, ISBN 3-900518-71-8.
- Franz Ringel. Die Reise nach Petuschki. Anlässlich der gleichnamigen Ausstellung im Palais Harach. 1999
- Sonja Traar: Franz Ringel, Stationen einer Reise. Ausstellungskatalog, 7. Juni – 1. November 2005 Sammlung Essl, 10. Dezember 2005 – 29. Januar 2006, Museum Bochum, Klosterneuburg 2005, ISBN 3-902001-23-2.
- Franz Ringel. Dionysisch. Aus Leibeskräften. Anlässlich der gleichnamigen Ausstellung bei Suppan Fine Arts, 19 October - 20 November 2017, Hrsg. von Martin Suppan, Edition Suppan Fine Arts, Vienna, 2017, ISBN 3-901255-39-7.